# Resident Evil: Revelations 2
Resident Evil: Revelations 2, connu sous le nom Biohazard: Revelations 2 (バイオハザード リベレーションズ, Baiohazādo Riberēshonzu 2) au Japon, est un jeu vidéo épisodique d'action-aventure de type survival horror développé et édité par Capcom. Il est publié en 2015 sur PlayStation 3, PlayStation 4, Xbox 360, Xbox One, Windows et PlayStation Vita. Un portage sur Nintendo Switch est sorti le 28 novembre 2017.
C'est le deuxième volet de la série Revelations de la franchise Resident Evil et le premier jeu à format épisodique de la franchise.

## Synopsis
L'action de Resident Evil: Revelations 2 se déroule entre les événements narrés dans Resident Evil 5 et Resident Evil 6. Claire Redfield assiste tranquillement à une soirée organisée par l'organisme humanitaire « Terra Save » au moment où des hommes armés attaquent les invités et l'enlèvent elle et Moira Burton, la fille de Barry Burton. Claire et Moira se réveillent dans une prison abandonnée sans avoir aucun souvenir de leur arrivée. Parallèlement, Barry Burton décide de partir à la recherche de Moira après avoir appris sa présence sur une ile mystérieuse. Une fois sur l'ile, il fait la connaissance de Natalia Korda, une petite fille étrange qui deviendra son soutien dans sa recherche. Dans l'épisode précédent, les zombies étaient plutôt apparentés à des humanoïdes ressemblant à des poissons. Dans cet épisode, les zombies ont des silhouettes plus réalistes et plus humaines.

## Développement et sortie
Le titre est annoncé lors du Tokyo Game Show 2014 au cours de la conférence Sony. En décembre 2014, une bande annonce dévoile la présence de Barry Burton en tant que personnage jouable.
Revelations 2 est le premier jeu de la licence à sortir sous forme épisodique. Séparé en quatre épisodes, chaque chapitre du jeu sort individuellement entre le 25 février 2015 et le 18 mars 2015 au format numérique uniquement, puis intégralement en version physique le 20 mars 2015 sur PlayStation 3, PlayStation 4, Xbox 360, Xbox One et Windows.
- Format épisodes à l'achat : le joueur peut acheter les épisodes séparément mais dans l'ordre chaque semaine (numérique uniquement).
- Format Season pass : chaque semaine, le joueur a accès à un nouvel épisode puis, après la sortie du dernier, à deux épisodes bonus et un personnage pour le mode raid (numérique uniquement).
- Format Saison complète : disponible après la sortie du dernier épisode, il comprend tous les épisodes, les épisodes bonus ainsi que deux personnages, quatre costumes, quatre zones et trois armes pour le modes raid (numérique et physique).

Le jeu sort ensuite sur PlayStation Vita le 18 août 2015,.